# Dziecyn Pema
Dziecyn Pema (tyb. རྗེ་བཙུན་པདྨ, wylie: rje btsun padma; ur. 7 lipca 1940) – tybetańska działaczka społeczna i sportowa, polityk, siostra Tenzina Gjaco, XIV Dalajlamy.

## Życiorys
Urodziła się w spiżarni pałacu Norbulingka w Lhasie, podczas festiwalu Szotön. Była czternastym dzieckiem Czökjonga Ceringa i Deczi Cering. Imię nadał jej, na odbywającej się kilka dni później audiencji, starszy brat.

## Publikacje
- Tibet, My Story: An Autobiography (wraz z Gilles’em Van Grasdorffem; 1996, kolejne wydania 1997 i 1998)

## Filmografia[3]
- Seven Years in Tibet (jako Deczi Cering, 1997)
- Women of Tibet: Gyalyum Chemo – The Great Mother (film dokumentalny, 2006)
- Women of Tibet: A Quiet Revolution (film dokumentalny, 2008)
- Ein Herz für Kinder (serial telewizyjny, 2008, gra samą siebie)

## Nagrody i wyróżnienia
- Medal Hermanna Gmeinera (1991)
- Medal UNESCO (1999)
- International Montessori Award for Education and Peace (2000)
- Woman of Courage Award (2002)
- World’s Children’s Honorary Award (2006)[4]
- Bharat Jyoti Award (2008)
- Honorowe obywatelstwo Thiene (2008)[5]
- Human Rights Hero Award 2010 (Associazione per i Diritti Umani e la Tolleranza)[6]